# Алфред Фридрих Блунчли
Алфред Фридрих Блунчли (Цирих, 29. јануар 1842 — Цирих, 27. јул 1930) био je швајцарски архитекта и професор архитектуре.

## Живот и рад
Син истакнутог правника, Јохана Каспара Блунчлија, започео је своје архитектонско образовање 1860. године на Циришком политехникуму (сада ЕТХ Цирих ) код Готфрида Земпера, а касније (1864.) се школовао у Паризу. До 1866. Алфред Фридрих је радио између Хајделберга и Констанца, док се 1870. није настанио у Франкфурту на Мајни где је упознао Карла Јонаса Милијуса, са којим је успоставио успешну архитектонску праксу. Једна од њихових првих успешних наруџби била је за план Средишњег бечког гробља 1871. године. Године 1876, Милијус и Блунчли су победили на међународном конкурсу за нову градску већницу у Хамбургу, иако она није била изведена по њиховом нацрту.
Године 1881. Блунчли је позван да преузме руководство Одељења за архитектуру на Политехникуму, где је предавао до 1914. Током година проведених у Цириху, Блунчли је изградио низ великих приватних резиденција, неколико пројеката за Политехникум и велелепну Евангеличку цркву Енге на Циришком језеру.

## Галерија Блунчлијевих дела
- Хотел Франкфуртер Хоф
- Евангелистичка црква Енге фон Остен
- Вила Вегман
- Нојмунстер црква у Цириху коју је обновио Блунчли